# Isopterygium sapricola
Isopterygium sapricola är en bladmossart som beskrevs av Brotherus 1908. Isopterygium sapricola ingår i släktet Isopterygium och familjen Hypnaceae. Inga underarter finns listade i Catalogue of Life.